# Доротея Катарина фон Бранденбург-Ансбах
Доротея Катарина фон Бранденбург-Ансбах (на немски: Dorothea Katharina von Brandenburg-Ansbach, Dorothea Katharina von Hohenzollern; * 23 февруари 1538 в Ансбах; † 8 февруари 1604 в Тоужим, Чехия) от франкските Хоенцолерни е принцеса от Бранденбург-Ансбах-Кулмбах и чрез женитба бургграфиня на Майсен (1535 – 1568).
Tq e дъщеря на маркграф Георг фон Бранденбург-Ансбах-Кулмбах (1484 – 1543) и третата му съпруга Емилия Саксонска (1516 – 1591), дъщеря на херцог Хайнрих Благочестиви. Сестра е на маркграф Георг Фридрих I (1539 – 1603).
Доротея Катарина се омъжва на 25 август 1555 г. (2 февруари 1556 г.) в Гера за Хайнрих V фон Плауен (1533 – 1568), бургграф на Майсен (1533 – 1568), господар на Плауен и Гера, големият син на бургграф Хайнрих IV фон Плауен (1510 – 1554). Те имат четири сина, които умират малко след раждането: Поканени са 1500 души с 970 коне, от които 250 благородници и Хайнрих прави големи задължения.
- Хайнрих (*/† 1557)
- Хайнрих († млад)
- Хайнрих († млад)
- Хайнрих (* 1567; † малко след това)

Доротея Катарина е погребана през 1607 г. (три години след смъртта ѝ), по нареждане на нейния роднина курфюрст Кристиан II, в църквата Йоханис в Плауен. Нейният съпруг Хайнрих V е погребан в берг-църквата в Шлайц.